# Plastic Love
"Plastic Love" (Nhật: プラスティック・ラヴ Hepburn: Purasutikku Ravu) là một bài hát của ca sĩ người Nhật Bản Takeuchi Mariya, trích từ album Variety năm 1984. Do Takeuchi sáng tác và biên soạn bởi Yamashita Tatsuro, ca khúc là đĩa đơn thứ ba của album phát hành ngày 25 tháng 3 năm 1985. "Plastic Love" là bản nhạc city pop sở hữu giai điệu sôi động đối lập với lời nhạc u buồn, mô tả một người phụ nữ theo đuổi lối sống hưởng thụ, trống rỗng sau khi bị người yêu khinh thường. Thời điểm mới phát hành, ca khúc đã đạt được thành công tương đối tại Nhật Bản và tẩu tán khoảng 10.000 bản.
Những năm cuối thập niên 2010, một bản remix 8 phút của "Plastic Love" bất ngờ trở nên lan truyền nhờ thuật toán đề xuất từ YouTube. Cho tới năm 2019, bản remix thu về hơn 22 triệu view và 63 triệu view vào 2021, trước khi bị gỡ xuống do khiếu nại bản quyền. Độ nổi tiếng của bài hát giúp hồi sinh sự quan tâm từ quốc tế ở city pop. Cùng với đĩa đơn của Matsubara Miki năm 1979, "Mayonaka no Door (Stay With Me)", "Plastic Love" trở thành "chỉ dẫn" cho thế hệ trẻ vào city pop và được công nhận là ca khúc nổi tiếng nhất trong dòng nhạc.
Năm 2018, một bản cover ca khúc bởi Friday Night Plans đã leo đỉnh hạng 30 trên Oricon Singles Chart. Bản vinyl 12 inch gốc của đĩa đơn tiếp tục đạt hạng 5 tại bảng xếp hạng này và trở thành đĩa than bán chạy nhất năm 2021 tại Nhật Bản; Warner Music Japan cũng đã phát hành video âm nhạc cho bài hát. Phần tái hiện của nhóm nữ idol Juice=Juice góp mặt ở vị trí thứ ba trên xếp hạng Oricon Singles Sales 2021, và đứng thứ 85 tại xếp hạng cuối 2022 của Oricon Singles Chart.

## Sản xuất
"Plastic Love" được thu âm cho album phòng thu thứ sáu của Takeuchi, Variety (1984). Không giống như các album trước khi cô thường hát lại sáng tác của người khác, lần tái xuất này tất cả ca khúc đều do Takeuchi tự chấp bút. Vì đang mang thai trong khi thu âm album, Takeuchi không thể trải nghiệm hiện tượng dư thừa của Nhật Bản thời kỳ kinh tế tiền bong bóng. Trong thời gian này, cô đã viết ra các bài hát "vì nó vui". Trong một cuộc phỏng vấn với The Japan Times, Takeuchi cho biết trong quá trình tạo ra album cô muốn thử nghiệm với nhiều loại nhạc như rock, dân gian và nhạc đồng quê. Đối với "Plastic Love", cô "muốn viết một thứ gì đó có thể nhảy được, một thứ gì đó mang âm hưởng city pop... Tôi muốn viết một thứ gì đó có 16 nhịp và lời bài hát mô tả cuộc sống ở thành phố".
"Plastic Love" được thu âm và hòa âm tại studio Onkio Haus ở Ginza, Tokyo. Bài hát do Takeuchi sáng tác và Yamashita Tatsuro biên soạn; Yamashita đồng thời sản xuất bài hát và đảm nhiệm phần hát bè. Ông phối nhạc bài cùng Sato Yasuo, trong khi Nakanishi Yasuharu chơi piano điện, Itō Kōki chơi guitar bass và Aoyama Jūn chơi trống.

## Sáng tác
"Plastic Love" được xem là bản city pop "đặc trưng nhất" cho thể loại này. City pop là một dòng nhạc ra đời trong sự hưng thịnh của nền kinh tế Nhật Bản giai đoạn 1970–1980. Về mặt âm nhạc, nó gắn liền với "phong cách sống quốc tế" và pha trộn nhiều thể nhạc đại chúng phương Tây. Theo cây bút David Leonhardt từ The New York Times, city pop "thường kết hợp giọng hát lấp lánh với giai điệu funky", tạo nên thứ "âm thanh sôi động".
Miranda Remington của Pen Magazine International nhận xét "Plastic Love" "có thể nói là ca khúc vui tươi nhất [của Takeuchi]". Bài hát pha trộn "âm trầm funk và kèn đồng hào nhoáng" cùng "giọng hát cao vút" của ca sĩ. Ryan Bassil, viết cho Vice đã đánh giá bài hát là "một giai điệu hiếm hoi không cần những từ ngữ chính xác để miêu tả chuyên nghiệp một cảm giác cụ thể – những ham muốn, đau lòng, tình yêu, sợ hãi, phiêu lưu, mất mát, tất cả bị cuốn vào giữa dòng xoáy của một đêm chơi bời trên phố" và gọi "Plastic Love" là "bài nhạc pop hay nhất thế giới".
Trái ngược với phần nhạc điệu sôi nổi, lời bài hát lại mang nội dung tiêu cực. Hầu hết lời nhạc là tiếng Nhật, ngoại trừ một số đoạn điệp khúc viết bằng tiếng Anh như "Don't worry" và "I'm sorry", hay câu kết bài ("I’m just playing games/I know it’s plastic love/Dance to the plastic beat/Another morning comes"). "Plastic Love" miêu tả một phụ nữ bị người yêu khinh thường và mất niềm tin vào tình yêu đích thực trên đời. Thay vào đó, cô coi nó như thứ trò chơi. Theo Takeuchi, nhân vật chính trong ca khúc "đã đánh mất người đàn ông cô thực sự yêu" và "không thể khỏa lấp nỗi trống trải từ sự mất mát đó". Ryan Bassil gọi bài hát là "khúc ca cho một kiểu cô đơn rất đặc trưng: cảm giác tan nát giữa đám đông vây quanh, lạc lối vào màn đêm trong đôi giày và bộ váy sang trọng; khao khát tình yêu dưới ánh đèn rực rỡ nhưng lại sợ hãi sự ràng buộc".

## Phát hành
Bài hát ra mắt lần đầu trong album năm 1984 của Takeuchi, Variety. Một đĩa đơn 12-inch của ca khúc đã được phát hành vào ngày 25 tháng 3 năm 1985. Đây là đĩa đơn thứ 12 của nữ ca sĩ, bao gồm một "bản hòa âm câu lạc bộ mở rộng" ("Extended Club Mix") và bản phối mới bài hát. Sau khi xuất bản, đĩa "Plastic Love" đã đạt vị trí thứ 86 trên Oricon Singles Chart. "Plastic Love" chỉ bán chưa đến 10.000 bản, mặc dù ca khúc sở hữu thành tích đáng nể ở mảng phân phối karaoke. Takeuchi và Yamashita thường xuyên thể hiện bài hát trong các buổi lưu diễn trục tiếp của mình. Sáng tác đã được nữ ca sĩ đưa vào nhiều album tuyển tập bán chạy trong những năm sau đó. Các nghệ sĩ Nhật Bản và quốc tế cũng lồng bản cover bài hát vào trong album của mình, trước cả khi "Plastic Love" bắt đầu lan truyền trên mạng.
Ngày 3 tháng 11 năm 2021, Tower Records đã tái bản "Plastic Love" dưới dạng đĩa đơn vinyl 12 inch trong dịp "Ngày thu âm", một ngày kỷ niệm lập ra nhằm kích cầu lượng tiêu thụ đĩa than. Phiên bản gồm "Extended Club Mix" có trong đĩa đơn năm 1985 và phiên bản gốc của bài hát. Đĩa đơn đã mở màn ở vị trí thứ 5 tại Oricon Singles Chart cập nhật ngày 15 tháng 11, tẩu tán 14.000 bản vật lý ngay trong tuần đầu tiên. Đồng thời, tái bản album Variety trở lại ở vị trí thứ 6 trên Oricon Albums Chart, cũng chỉ dựa trên doanh số đĩa than. Theo Oricon, đây là một thành tích đáng kinh ngạc; hiếm khi các đĩa đơn lọt vào top 10 chỉ dựa trên doanh số bán vật lý, mặc dù đĩa vinyl ngày càng được ưa chuộng. Đĩa đơn tiếp tục trụ lại bảng xếp hạng tổng cộng 28 tuần. Theo SoundScan Japan, "Plastic Love" là đĩa than bán chạy nhất năm 2021 tại Nhật Bản. SoundScan ghi nhận bài hát này đã giúp phổ biến city pop ra thị trường quốc tế.

## Ảnh hưởng đại chúng

### Bản remix của người hâm mộ
Ngày 5 tháng 7 năm 2017, một tài khoản YouTube có tên "Plastic Lover" đã đăng tải bản remix bài hát dài 8 phút. Đây là phiên bản không chính thức do người hâm mộ tạo ra, cố tình kéo dài thời lượng bằng cách lặp lại nhiều phần của bài hát. Song nguồn gốc của bản phối lại không rõ ràng; theo "Plastic Lover", video này chỉ là bản tải lại từ một video đã bị gỡ xuống trên nền tảng.
Trùng hợp với sự phổ biến của dòng nhạc vaporwave, video đã trở nên lan truyền nhờ thuật toán đề xuất của YouTube, tích lũy hơn 27 triệu lượt xem từ 2017 đến tháng 10 năm 2019. Bài hát thường xuyên xuất hiện trong các danh mục đề xuất và "gần như không thể tránh né" trên YouTube. Bản phối sau đó bị xóa do Alan Levenson, tác giả hình thu nhỏ của video, khiếu nại bản quyền; bức ảnh thực tế được dùng làm bìa đĩa đơn "Sweetest Music" năm 1980 của Takeuchi, không phải "Plastic Love". Theo Plastic Lover, Levenson lập tức nhận phải vô số lời nhắn thù hận, một số trong đó có nội dung bài Do Thái, và ban đầu "không muốn đàm phán". Ông đã đồng ý gỡ bỏ khiếu nại bản quyền sau khi được ghi công với tư cách là nhiếp ảnh gia. Trong thời gian bị gỡ trên nền tảng, bản remix vẫn tiếp tục được đăng trên một kênh khác và có khoảng 13 triệu lượt xem. Tính đến tháng 5 năm 2021, video của Plastic Lover sở hữu hơn 63 triệu lượt xem trên YouTube. Sau cùng, video vẫn bị xóa khỏi YouTube do một khiếu nại bản quyền khác.
Thomas Calkins từ trang Music Urbanism thuộc trường Đại học Vassar nhận thấy người hâm mộ có một sự kết nối đặc biệt với video của "Plastic Lover", và việc video bị gỡ xuống đã gây ra làn sóng phẫn nộ trong cộng đồng mạng: "người dùng hoàn toàn có thể tìm xem các bản sao khác, hoặc những bản remix và bản nhái lại. Tuy nhiên đối với một số người nghe, bản video đó mang một ý nghĩa đặc biệt mà các bản khác không thể thay thế... Hiện tượng Plastic Love chứng minh rằng, ngay cả bản sao kỹ thuật số cũng có thể mang một thứ 'hào quang' riêng, khiến người nghe cảm thấy tiếc nuối khi chúng mất đi". Bức ảnh "Sweetest Music" của Levenson về sau trở nên gắn liền với "Plastic Love";  tái bản năm 2021 của đĩa đơn đã sử dụng tấm ảnh này của Levenson. Cây bút Kotaku Brian Ashcroft nhận định sự hồi sinh của bài hát là nhờ vào "sự kết hợp giữa bức ảnh mang tính biểu tượng, giai điệu gây nghiện ngay lập tức, và phần trình diễn đầy lôi cuốn của Takeuchi".

### Hồi sinh city pop
Sự nổi tiếng muộn màng của "Plastic Love" được xem là yếu tố then chốt giúp city pop gia tăng độ nhận diện ở phương Tây. Viết cho Billboard Japan vào tháng 4 năm 2022, Kurimoto Hitoshi mô tả "Plastic Love", cũng như "Mayonaka no Door (Stay with Me)" của Matsubara Miki, là "những ca khúc tiêu biểu đã hồi sinh và trở thành hit" của dòng nhạc này. Ông cũng nhận thấy một mô-típ chung giữa các bài hát city pop, gồm cả "Plastic Love", đó là chúng được cộng đồng underground phát hiện đầu tiên – đặc biệt là nhánh thể loại phụ vaporwave và future funk – trước khi lan rộng ra đại chúng nhờ những video tải lên YouTube và nền tảng mạng xã hội như TikTok. Amano Ryutaro của Mikiki cho rằng bài hát này đã trở thành biểu tượng của future funk. "Sự nổi tiếng đột biến" của city pop thúc đẩy các hãng thu âm Nhật Bản phát hành lại album và sản xuất video ca nhạc mới, khiến doanh số bán đĩa từ city pop "bùng nổ" trên cả hai định dạng CD và đĩa than.
Vì "Plastic Love" không chính thức có mặt trên các nền tảng phát nhạc trực tuyến cho đến tháng 11 năm 2020, nên ca khúc bị xem là "một bản hit vô hình". Tháng 10 năm 2018, Colin Marshall của Open Culture mô tả bài hát đã trở thành "ví dụ tiêu biểu nhất của city pop". Tháng 2 năm 2021, Cat Zhang từ Pitchfork nhận xét: "gần như mọi fan city pop trẻ tuổi tôi từng nói chuyện đều coi "Plastic Love" là cánh cổng đi vào thể loại này, và thuật toán YouTube là con đường dẫn lối". Nhà văn Tanu Raj của NME cho rằng bản nhạc, cùng với "Stay with Me" và "Midnight Joke" của Takako Mamiya, là "cầu nối giúp thế hệ trẻ khám phá city pop". Theo Miranda Remington của Pen Magazine International, "những bản mashup với các bài hát nổi tiếng phương Tây; lời nhạc tiếng Anh do người hâm mộ sáng tác; và đặc biệt là bản 'vaporwave' mang âm hưởng retro-futuristic" của ca khúc được lan truyền "nơi nơi" trên mạng. Cô cho rằng "Plastic Love" và các bản phối lại của người hâm mộ đã biến thành "một không gian bình luận ảo quan trọng, cho câu chuyện tình yêu đô thị với những người thích hoài niệm về một quá khứ lý tưởng".
Takeuchi tỏ ra hoàn toàn bất ngờ trước độ nổi tiếng của "Plastic Love" ở thị trường âm nhạc ngoại quốc. Trong một cuộc phỏng vấn với The Japan Times, cô cho biết "tôi chưa từng nghĩ đến việc phát hành sản phẩm ra phương Tây... Vì phần lớn bài hát được hát bằng tiếng Nhật, chúng tôi nghĩ rằng nó sẽ không thể vươn tới nước ngoài", và tỏ ra tò mò về nguồn gốc của "phong trào" city pop. Shoumik Hassin từ Bdnews24 nhận xét "Plastic Love" chạm đến trái tim người nghe nhờ giai điệu "buồn bã", kết hợp "vẻ ngoài bóng bẩy, nhẵn nhụi" của city pop với "những ẩn ý về sự bối rối, khao khát và cô đơn"; "ngay cả khi không hiểu ngôn ngữ, chìm giữa nhịp điệu sôi nổi và tiếng kèn đồng rộn rã, bạn vẫn cảm thấy như đang nghỉ chân hút thuốc và trút bỏ hết lớp vỏ bọc để đối diện chính mình". Viết cho tạp chí Heichi, Joni Zhu nhìn nhận sự xuất hiện của "Plastic Love" thể hiện "khát vọng về một thập niên 1980 vĩnh cửu và một tương lai Nhật Bản hóa khi các thương hiệu Nhật Bản thống trị thế giới". Độ phổ biến của "Plastic Love" trong những năm 2020 được ghi nhận như là ví dụ nổi bật cho trào lưu Hoài niệm Showa.

### Tranh chấp bản quyền
Năm 2018, nữ ca sĩ K-pop Yubin đã phát hành một teaser cho "City Love", đĩa đơn đầu tiên trong album City Woman mà cô sắp ra mắt. Nhiều người nghe nghi vấn bài hát này có nhiều điểm giống "Plastic Love". Ngày 8 tháng 6 cùng năm, hãng đĩa quản lý JYP Entertainment thông báo rút bài hát khỏi album do "tranh cãi về bản quyền" và việc phát hành album sẽ bị hoãn lại. Trong một cuộc phỏng vấn với The Japan Times, nhà sản xuất người Hàn Quốc Night Tempo cho biết JYP Entertainment đã yêu cầu anh làm một bài tương tự "Plastic Love" và cáo buộc hãng tạo "City Love" từ bản remix "Plastic Love" của chính anh.

## Video âm nhạc
Ngày 18 tháng 5 năm 2019, Warner Music Japan đã phát hành một video âm nhạc ngắn cho "Plastic Love", chỉ chứa 1:49 phút đầu bài. Đây là MV đầu tiên của ca khúc, 35 năm kể từ thời điểm bản gốc phát hành. Video do Hayashi Kyōtaro đạo diễn và không có sự xuất hiện của Takeuchi. Các diễn viên tham gia MV có Nimura Sawa và Uesugi Shuhei. Hayashi cho biết ông muốn kết hợp thời đại hiện nay với thời đại ra đời của "Plastic Love" vào trong một video. Cây bút Celera của Vice bình luận MV – kể về một người phụ nữ lướt qua người đàn ông trong chốc lát và một ánh nhìn trong khách sạn – đã nắm bắt "chính xác tâm trạng mà bài hát truyền tải: sự chuyển dịch nhẹ nhàng giữa cô đơn và phiêu lưu, kết hợp với cảm giác hoài niệm và mất mát về thứ mà bạn chưa từng có".
Phiên bản đầy đủ của video được phát hành trong video album Souvenir the Movie – Mariya Takeuchi Theater Live phát hành vào 18 tháng 11 năm 2020. Video đầy đủ được phát hành trên YouTube ngày 11 tháng 11 năm 2021.

## Các bản cover
Đã có nhiều nghệ sĩ tái hiện bài hát, bao gồm Tofubeats, Chai, v.v... Ca sĩ nhạc pop indie Đài Loan 9m88 đã cover "Plastic Love" vào 2018. Một bản cover "Plastic Love" bởi eill được sử dụng làm ca khúc chủ đề của bộ phim Nhật Bản năm 2021 Sensei, Would You Sit Beside Me?.
Năm 2018, Friday Night Plans đã phát hành bản cover "Plastic Love". Phiên bản này trụ hạng ba tuần trên Oricon Singles Chart, leo đỉnh ở vị trí thứ 30 và vị trí thứ 40 trên bảng xếp hạng Top Single Sales của Billboard Japan Top 100. Đến tháng 12 năm 2021, nhóm nhạc thần tượng Nhật Bản Juice=Juice ra mắt bản cover "Plastic Love" dưới dạng đĩa đơn ba mặt cùng hai bài "Familia" và "Future Smile". Đĩa đơn đã xuất hiện 8 tuần liên tiếp trên Oricon Singles Chart, đạt vị trí thứ 3 và vị trí thứ 8 trên Billboard Japan Hot 100. Bản nhạc đứng thứ 85 tại Oricon Singles Chart cuối năm 2022.
Ở buổi fan-meeting "Bunnies Camp 2024 Tokyo Dome" của nhóm NewJeans, tổ chức tại sân vận động Tokyo Dome trong hai ngày 26 và 27 tháng 6 năm 2024, thành viên Hyein trong nhóm nhạc đã cover lại bài hát.

## Danh sách ca khúc
Tất cả các bài hát do Takeuchi Mariya viết và phối nhạc bởi Yamashita Tatsuro.

### Đĩa đơn 12" (1985)
Nguồn:
1. "Plastic Love" (Extended Club Mix) – 9:15
2. "Plastic Love" (Bản hòa âm mới) – 4:51

### Đĩa đơn 12" (2021)
Nguồn:
1. "Plastic Love" (Extended Club Mix) – 9:15
2. "Plastic Love" (Bản gốc) – 4:53

## Đội ngũ sản xuất
Thông tin được lấy từ phần ghi công trên đĩa đơn năm 1985.

### Nhạc sĩ
- Guitar điện, piano acoustic, synthesizer, gõ, emuator, giọng nền: Yamashita Tatsuro
- Piano điện: Nakanishi Yasuharu
- Giọng nền: Takeuchi Mariya, Ohnuki Taeko
- Bass: Ito Koki
- Trống: Aoyama Jun
- Kèn: Kazuhara Shin, Yokoyama Hitoshi
- Trombone: Konakawa Tadanori, Oikawa Yoshio
- Saxophone Tenor: Muraoka Takeru
- Saxophone Baritone: Syunzo Sunahara
- Nhạc cụ dây: Joe Katoh Group
- Saxophone Tenor (độc tấu): Watts Ernie

### Sản xuất
- Sản xuất: Yamashita Tatsuro cho Smile Company
- Lời và nhạc: Takeuchi Mariya
- Sắp xếp và chỉnh sửa: Yamashita Tatsuro
- Đồng sản xuất: Uchida Nobumasa
- Kỹ sư thu âm: Satoh Yasuo
- Phối nhạc: Yamashita Tatsuro, Satoh Yasuo
- Kỹ sư thứ hai: Shigeru Takise
- Thu âm và phối tại: Onkio Haus
- Kỹ sư master đĩa: Mitsuru "Teppei" Kasai
- Studio master: CBS/Sony Shinanomachi Studio
- Bản quyền: Smile Company
- Nhà sản xuất điều hình: Ryuzo Kosugi
- Giám đốc nghệ thuật: Hanada Kenichi

## Bảng xếp hạng

### Mariya Takeuchi
| Bảng xếp hạng (1985) | Thứ hạng cao nhất |
| -------------------- | ----------------- |
| Nhật Bản (Oricon)    | 86                |

| Bảng xếp hạng (2021)                      | Thứ hạng cao nhất |
| ----------------------------------------- | ----------------- |
| Nhật Bản (Oricon)                         | 5                 |
| Nhật Bản (Japan Hot 100)                  | 82                |
| Japan Top Singles Sales (Billboard Japan) | 5                 |

### Friday Night Plans
| Bảng xếp hạng (2018)                      | Thứ hạng cao nhất |
| ----------------------------------------- | ----------------- |
| Nhật Bản (Oricon)                         | 30                |
| Japan Top Singles Sales (Billboard Japan) | 40                |

### Juice=Juice
| Bảng xếp hạng (2021)  | Thứ hạng cao nhất |
| --------------------- | ----------------- |
| Nhật Bản (Oricon)     | 3                 |
| Japan (Japan Hot 100) | 5                 |

| Bảng xếp hạng (2022) | Thứ hạng |
| -------------------- | -------- |
| Nhật Bản (Oricon)    | 85       |